# Vela nos Jogos Olímpicos de Verão de 1920 - 10 Metre
As provas da classe 10 Metre da vela nos Jogos Olímpicos de Verão de 1920 ocorreram entre 7 e 9 de julho daquele ano em Oostende, cidade costeira da Bélgica. Quatro corridas foram programadas em cada uma das disputas, tanto a que seguia a regra de 1907 como a de 1919. No total, 14 velejadores, em 2 barcos, de 1 nação, foram inscritos.

## Calendário
| ● | Competições desportivas | ● | Finais |

| Data                      | Julho | Julho | Julho | Julho  |
| Data                      | 7 Qua | 8 Qui | 9 Sex | 10 Sáb |
| ------------------------- | ----- | ----- | ----- | ------ |
| 10 Metre                  | ●     | ●     | ●     | ●      |
| Total de medalhas de ouro |       |       |       | 1      |

## Configuração do curso
O seguinte percurso foi usado durante as regatas olímpicas de 12 Metre de 1920 em todas as duas corridas:

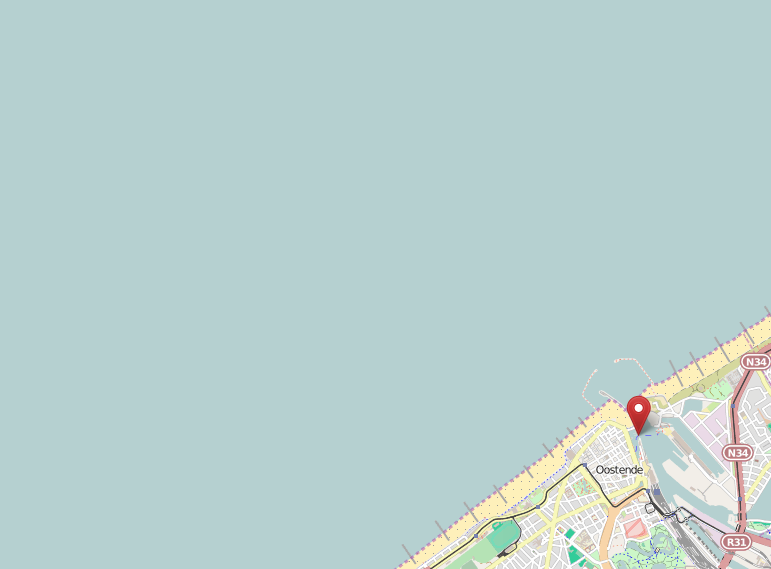
Área do curso

## Medalhistas
Na competição que seguia a Regra de 1907, a equipe norueguesa formada por Erik Herseth, Gunnar Jamvold, Petter Jamvold, Claus Juell, Sigurd Holter, Ingar Nielsen e Ole Sørensen foi a única inscrita e conquistou a medalha de ouro.
|  | NOR Noruega                                                                                     |  |        |  |        |
|  | Erik Herseth Gunnar Jamvold Petter Jamvold Claus Juell Sigurd Holter Ingar Nielsen Ole Sørensen |  | nenhum |  | nenhum |

Na Regra de 1919, os também noruegueses Charles Arentz, Otto Falkenberg, Robert Giertsen, Willy Gilbert, Halfdan Schjøtt, Trygve Schjøtt e Arne Sejersted largaram a corrida e consagraram-se campeões.
|  | NOR Noruega                                                                                                |  |        |  |        |
|  | Charles Arentz Otto Falkenberg Robert Giertsen Willy Gilbert Halfdan Schjøtt Trygve Schjøtt Arne Sejersted |  | nenhum |  | nenhum |

## Resultados
Estes foram os resultados da competição:

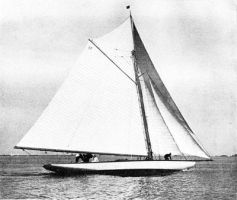
Os tripulantes campeões da classe 10 Metre segundo a Regra de 1907 estiveram a bordo do Eleda.

### Regra de 1907
| Pos.            | Embarcação      | Tripulação                                                                                      | 1ª regata | 1ª regata | 2ª regata | 2ª regata | Total |
| Pos.            | Embarcação      | Tripulação                                                                                      | Pos.      | Pontos    | Pos.      | Pontos    | Total |
| --------------- | --------------- | ----------------------------------------------------------------------------------------------- | --------- | --------- | --------- | --------- | ----- |
| Medalha de ouro | Noruega · Eleda | Erik Herseth Gunnar Jamvold Petter Jamvold Claus Juell Sigurd Holter Ingar Nielsen Ole Sørensen | 1         | 1         | 1         | 1         | 2     |

### Regra de 1919
| Pos.            | Embarcação        | Tripulação                                                                                                 | 1ª regata | 1ª regata | 2ª regata | 2ª regata | Total |
| Pos.            | Embarcação        | Tripulação                                                                                                 | Pos.      | Pontos    | Pos.      | Pontos    | Total |
| --------------- | ----------------- | --- | --------- | --------- | --------- | --------- | ----- |
| Medalha de ouro | Noruega · Mosk II | Charles Arentz Otto Falkenberg Robert Giertsen Willy Gilbert Halfdan Schjøtt Trygve Schjøtt Arne Sejersted | 1         | 1         | 1         | 1         | 2     |